# Jocelyne Lissouba
Jocelyne Lissouba – pierwsza dama Republiki Konga w latach 1992–1997 żona prezydenta Pascala Lissouba.

## Życiorys
Jocelyne Lissouba ma francuskie obywatelstwo i jest drugą żoną prezydenta Pascala Lissouba. Kierowała fundacją Marie Bouanga. 31 sierpnia 1992 wraz z zaprzysiężeniem męża na stanowisku prezydenta, przyjęła tytuł pierwszej damy.
W 2000 roku spotkała się z żoną obecnego prezydenta Denisa Sassou-Nguesso – Antoinette Sassou Nguesso. W listopadzie 2010 roku, odebrała w medal za zasługi dla swojego męża.